# Schizomeria novoguineensis
Schizomeria novoguineensis är en tvåhjärtbladig växtart som beskrevs av Perry. Schizomeria novoguineensis ingår i släktet Schizomeria och familjen Cunoniaceae. Inga underarter finns listade i Catalogue of Life.